# Alfred Leblanc

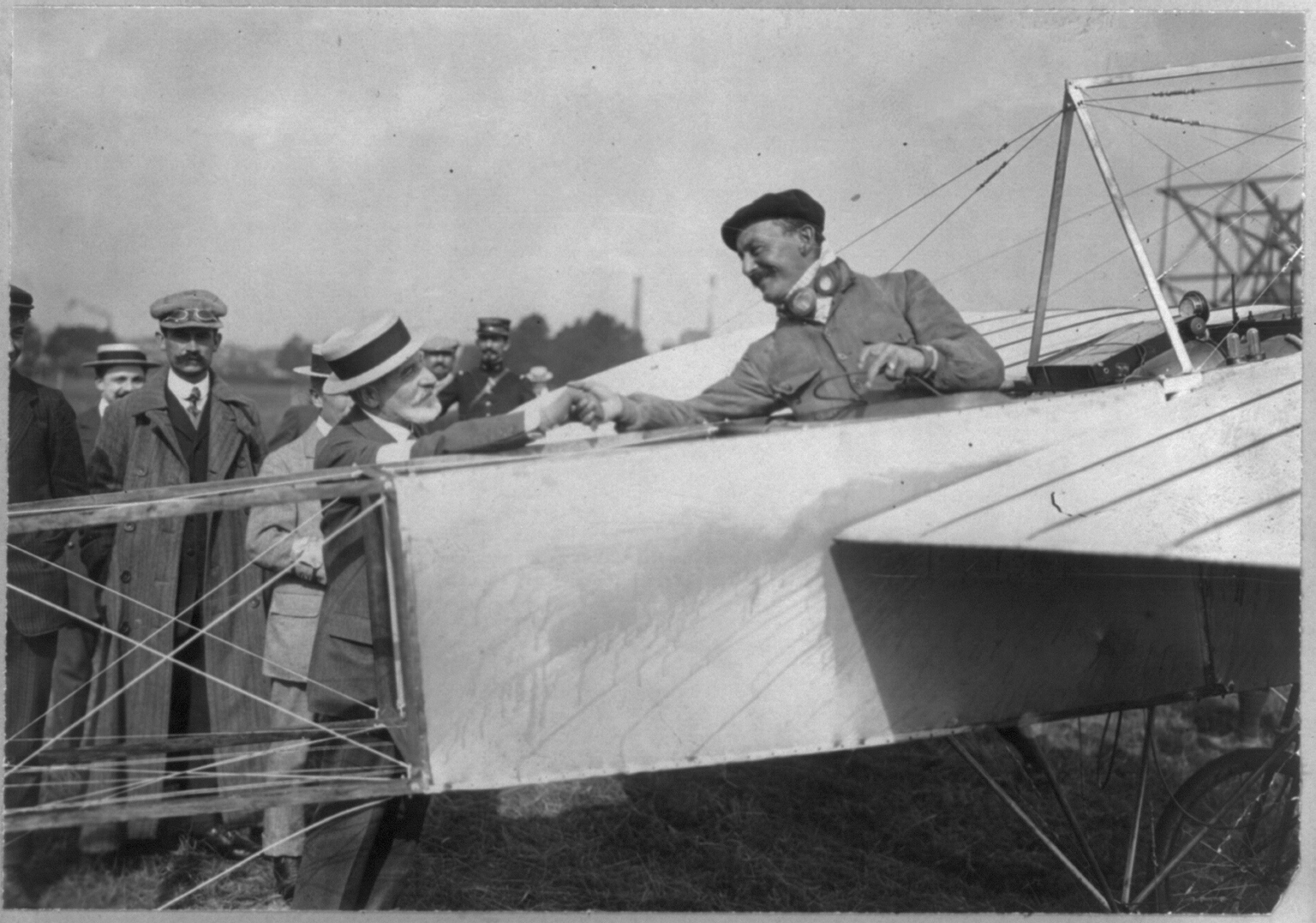
Alfred Leblanc i sitt Blériot-flygplan gratuleras av Henri Deutsch de la Meurthe i Nancy efter flygtävlingen Circuit de l'Est

Alfred Leblanc, född 13 april 1869 i Paris i Frankrike, död 22 november 1921, var en fransk flygpionjär.
Alfred Leblanc blev 1888 teknisk chef för Victor Bidaults metallgjuteri. Han samarbetade senare med Louis Blériot och skötte planeringen för dennes överflygning av Engelska kanalen den 25 juli 1909. Han köpte som första person en kopia av Blériots flygplan och blev den förste eleven i Blériots flygskola och den andre som fick av Aéro-Club de France utfärdad flygpilotlicens efter uppkörning. Han blev senare en av chefslärarna på flygskolan samt provflygare för Blériot-flygplan.
År 1909 kom han på andra plats i ballongtävlingen "Gordon Bennett Cup". I augusti 1910 vann han Circuit de l'Est med en Blériot XI med en Gnome-motor, genom att flyga en bana på 805 kilometer på drygt 12 timmar.
Under första världskriget var han chef för Blériot Aéronautiques fabrik i Suresnes. År 1919 blev han chef för Compagnie des Messageries Aeriennes, ett flygbolag som grundades av de större flygplanstillverkarna i Frankrike för att få till stånd en civil flygplansmarknad.